# Delphine Pelletier
Delphine Pelletier (Bourges, 16 de junio de 1977) es una deportista francesa que compitió en triatlón. Ganó una medalla de bronce en el Campeonato Mundial de Triatlón de Larga Distancia de 2009, y una medalla de plata en el Campeonato Europeo de Triatlón de Larga Distancia de 2008.

## Palmarés internacional
| Campeonato Mundial | Campeonato Mundial  | Campeonato Mundial | Campeonato Mundial |
| Año                | Lugar               | Medalla            | Prueba             |
| ------------------ | ------------------- | ------------------ | ------------------ |
| 2009               | Perth (Australia)   | Medalla de bronce  | Individual         |
| Campeonato Europeo |                     |                    |                    |
| Año                | Lugar               | Medalla            | Prueba             |
| 2008               | Gérardmer (Francia) | Medalla de plata   | Individual         |